# Бхитарканика (национальный парк)
Бхитарканика (англ. Bhitarkanika National Park) — национальный парк в Индии. Расположен в округе Кендрапара штата Орисса. Площадь составляет 672 км². Создан в 1975 году, в 1998 году получил статус национального парка. В парке обитают гребнистые крокодилы, тигровые питоны, ибисы и змеешейки.
В последние годы наблюдается рост числа крокодильих гнёзд. Так в 2014 году в парке вылупилось из яиц около 3 тысяч крокодилов. Однако, едва ли один из каждых ста детёнышей крокодила сможет вырасти, чтобы стать взрослыми, поскольку их уровень смертности чрезвычайно высок. 